# Człowiek z wyspy
Człowiek z wyspy (ang. The Manxman) – brytyjski film niemy z 1929 roku, w reżyserii Alfreda Hitchcocka, zrealizowany na podstawie powieści Halla Caine'a. Zdjęcia kręcono w Kornwalii oraz na Wyspie Man.

## Fabuła
Akcja toczy się na jednej z wysp wchodzących w skład kolonii Brytyjskich. Rybak Pete zakochuje się w pięknej Kate. Jednak jej ojciec, bogaty właściciel ziemski nie wyraża zgody na małżeństwo córki. Wówczas Pete wyjeżdża za granicę. Liczy na to, że gdy zarobi pieniądze, ojciec Kate zmieni zdanie. Prosi najlepszego przyjaciela, prawnika Philipa, by ten zaopiekował się Kate podczas jego nieobecności. Jednak Philip także zakochuje się w Kate ze wzajemnością. Kiedy otrzymują wieści o śmierci Pete'a postanawiają się pobrać. Pete jednak nie zginął, powraca do domu nie wiedząc o zmianach jakie zaszły na wyspie.

## Główne role
- Anny Ondra - Kate Cregeen
- Malcolm Keen - Philip Christian
- Carl Brisson - Pete Quilliam
- Clare Greet - Mother (jako Claire Greet)
- Randle Ayrton - Caesar Cregeen